# Mistrzostwa Europy w Łucznictwie 1968
1. Mistrzostwa Europy w łucznictwie odbyły się w lipcu 1968 w Reutte w Austrii. 
Klasyfikację medalową wygrała Polska, która wywalczyła dwa złote medale - w konkursie indywidualnym najlepsza była Maria Mączyńska, a w zawodach drużynowych Mączyńska razem z Zofią Piskorek i Grażyną Kotlarz.

## Medaliści

### Strzelanie z łuku klasycznego
| Konkurencja:           | Złoto:                                                      | Srebro:                                                       | Brąz:                                                   |
| indywidualnie kobiet   | Maria Mączyńska                                             | Pauline Edwards                                               | Sigrid Johansson                                        |
| indywidualnie mężczyzn | Kyösti Laasonen                                             | Jacques Becken                                                | Olle Boström                                            |
| drużynowo kobiet       | Polska · Maria Mączyńska · Zofia Piskorek · Grażyna Kotlarz | Wielka Brytania · Pauline Edwards · Simester · J. Hills       | Dania · Anne Tønnesen · Inga Hendriksen · Lilli Lentz   |
| drużynowo mężczyzn     | Wielka Brytania · Ian Dixon · Roy Matthews · E. Gamble      | Finlandia · Kyösti Laasonen · Jorma Sandelin · Tuomo Virtanen | Dania · Arne Jacobsen · Herluf Andersen · Arvid Nielsen |

## Klasyfikacja medalowa
| Lp. | Państwo         | Złoto | Srebro | Brąz | Razem |
| 1.  | Polska          | 2     | 0      | 0    | 2     |
| 2.  | Wielka Brytania | 1     | 2      | 0    | 3     |
| 3.  | Finlandia       | 1     | 1      | 0    | 2     |
| 4.  | Belgia          | 0     | 1      | 0    | 1     |
| 5.  | Dania           | 0     | 0      | 2    | 2     |
| 5.  | Szwecja         | 0     | 0      | 2    | 2     |